# Doggles
Doggles est une marque de lunettes de soleil pour chiens en forme de lunettes de natation conçues pour s'adapter à la tête de l'animal. Leur nom est un mot-valise entre les deux mots anglais dog (chien) et goggles (lunettes de protection).

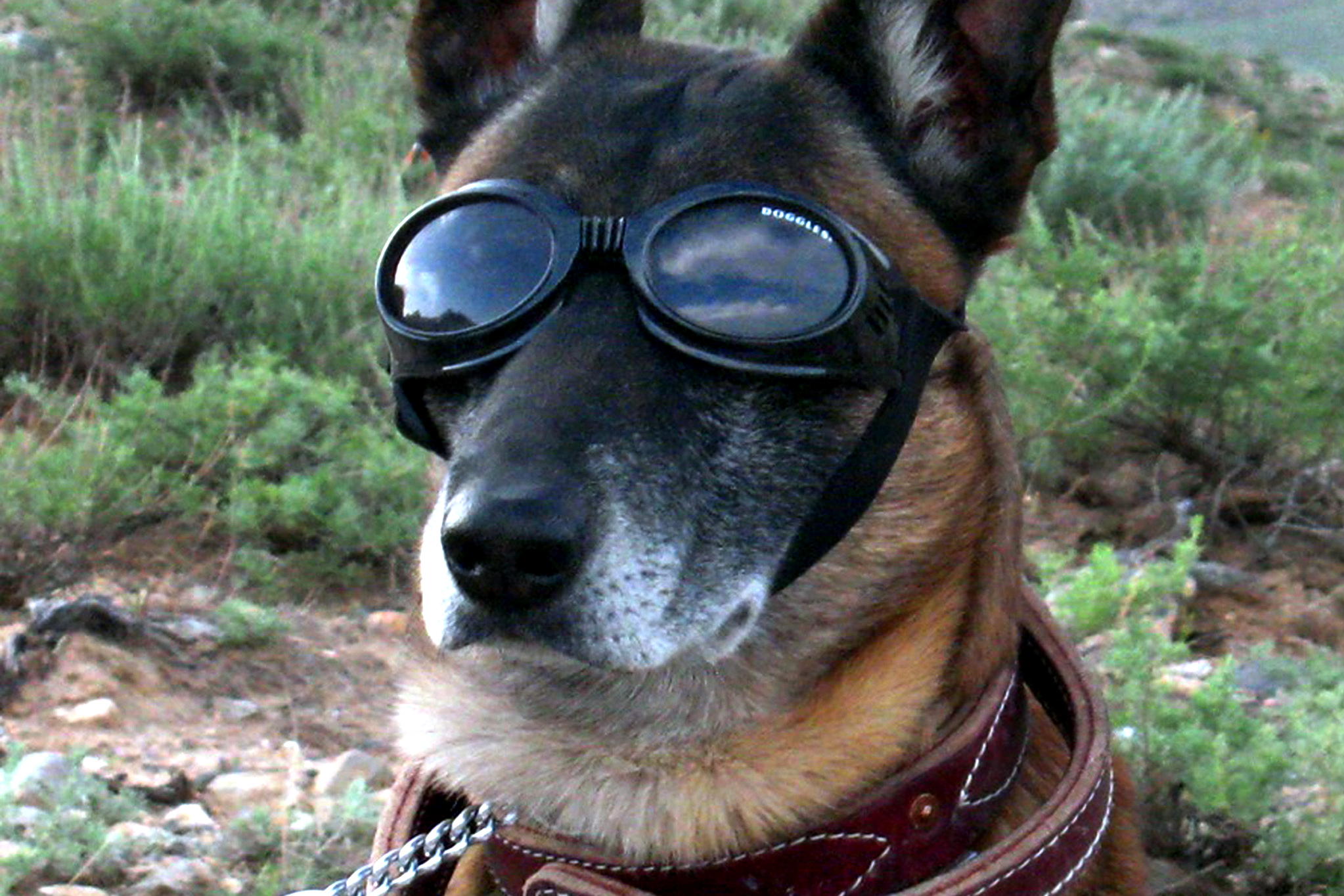
Un malinois de l'Armée de terre des États-Unis équipé de doggles pour protéger ses yeux de la poussière au décollage d'un hélicoptère en Afghanistan (mai 2010).

Quoique vendus comme accessoires de modes, les doggles ont des usages pratiques et médicaux, et il existe des verres médicaux pour les chiens ayant des problèmes de vue.

## Invention et fabrication
Les doggles ont été inventées par l'américaine Roni Di Lullo lorsqu'elle a découvert que son chien Midknight louchait au soleil. Elle a fait des expériences avec des lunettes de soleil pour êtres humains et des lunettes de sport avant de concevoir une paire de lunettes épousant le relief de la tête des chiens. Celles-ci sont maintenant produites par Doggles Company à Diamond Springs, en Californie.
Les doggles sont fabriquées en polycarbonate teinté pour protéger les yeux des ultraviolets, avec des attaches élastiques pour les fixer sur la tête des chiens.

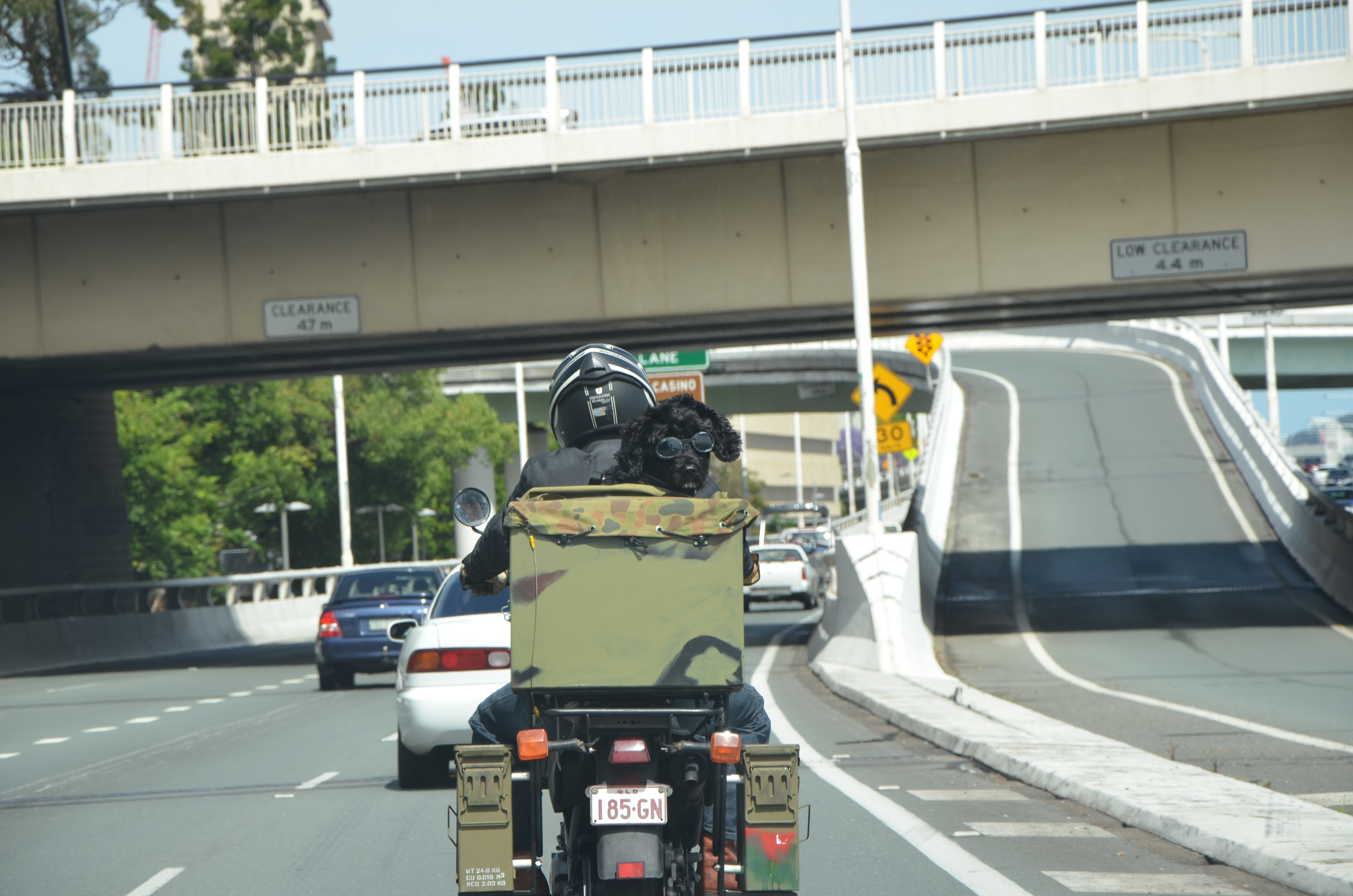
Un chien équipé de doggles à l'arrière d'une motocyclette (Australie, 2011).

Bien que considérées par le Daily Mail comme l'une des « inventions les moins utiles de l'histoire », les doggles ont été classées par MSN Money (en) au sixième rang des « 10 idées qui n'auraient pas dû marcher — mais ont rapporté des millions » et en 2004, elles étaient déjà vendues dans 4 500 boutiques dans 16 pays différents. Il est aujourd'hui possible d'y mettre des verres médicaux.

## Utilisations

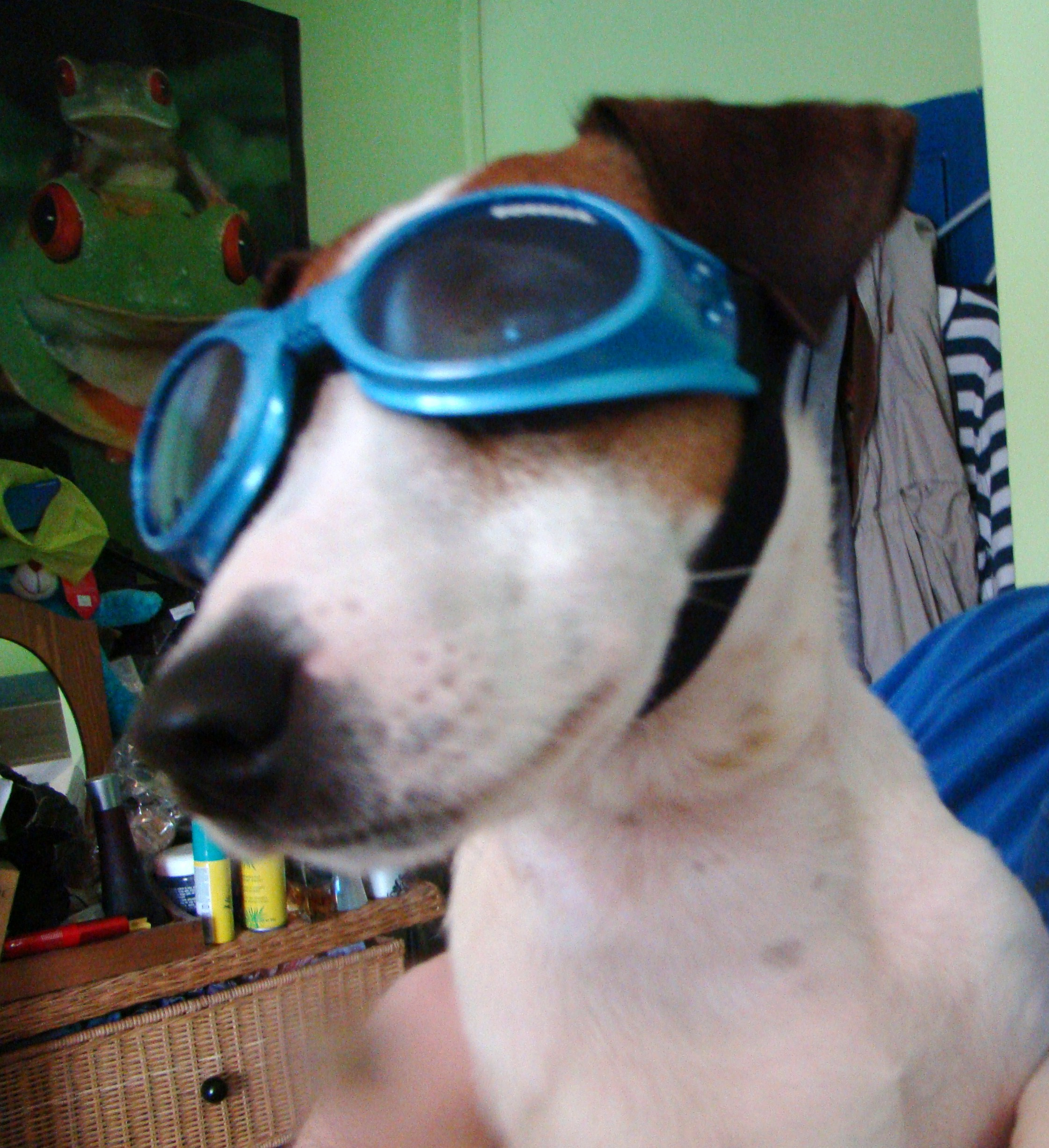
Un Jack Russell terrier équipé d'une paire de doggles bleues.

En 2004, Linda Cunningham a organisé l'envoi d'équipements pour les chiens de guerre de l'armée de terre américaine en Irak. Durant ses préparatifs, elle a découvert les doggles et a pensé qu'elles pourraient être utiles comme protection contre le soleil et les tempêtes de sable dans le désert. Elle a contacté Doggles Company, avec laquelle elle a envoyé plus de 120 paires de lunettes aux chiens militaires en Irak. Les  doggles sont aussi apparues dans les actualités du samedi matin de la chaîne CNN, dans une séquence sur les chiens de guerre le 30 juillet 2005.
Le quotidien britannique Metro a rapporté en mars 2007 l'histoire d'un chien souffrant d'une maladie auto-immune rare qui l'empêche de produire des larmes. Sa propriétaire, Diana Stephens, lui a fait porter des doggles pour que ses yeux ne s'assèchent pas.
L'utilisation de doggles pour d'autres problèmes médicaux a aussi été rapportée. Le vétérinaire Pete Wedderburn a raconté en 2009 dans son blog sur le site du Daily Telegraph le cas d'un terrier souffrant d'un problème ophtalmique, dans lequel de minuscules débris flottaient à l'intérieur de ses yeux. Exposé à la lumière du soleil, ce chien se détournait en grondant et en jappant, ce qui était interprété comme l'exacerbation de son problème d'arthrite. Une paire de doggles a réglé le problème, même si le chien n'aimait pas les porter. Finalement, son propriétaire a trouvé la solution en lui offrant une casquette de baseball pour chien, qu'il tolérait parfaitement.